# Cao Lãnh

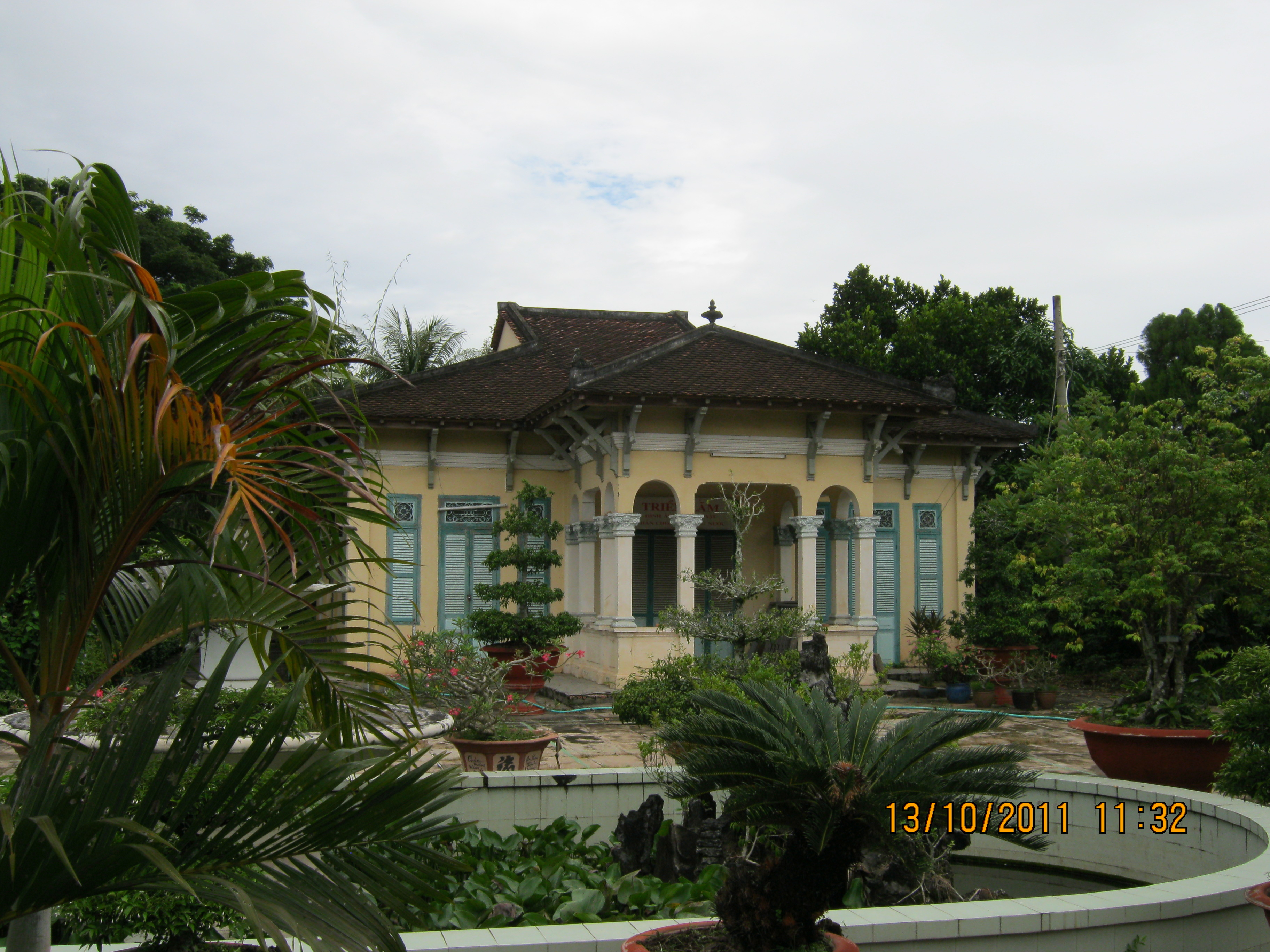
Villa de Cao Lãnh construite du temps de l'Indochine française

Cao Lãnh est une ville du sud du Viêt Nam, capitale de la province de Đồng Tháp, dans le delta du Mékong. Elle comptait 149 887 habitants en 2007 et 161 292 habitants en 2009.

## Histoire
Avant la réunification du Viêt Nam en 1975, la ville était la capitale de la province de Kien Phong. Cette dernière a fusionné en février 1976 avec la province de Sadec pour former la nouvelle province de Dong Thap, avec Sadec  comme capitale. Cao Lãnh l'a remplacée le 24 avril 1994. Elle a obtenu le statut de ville en octobre 2007.

## Géographie
Cao Lãnh se trouve à 154 kilomètres d'Hô-Chi-Minh-Ville et à 80 kilomètres de Cần Thơ, à 3 mètres au-dessus du niveau de la mer.

## Architecture
- Mausolée de Nguyễn Sinh Sắc
- Temple de la Littérature de Cao Lãnh